# Paleis op de Koudenberg

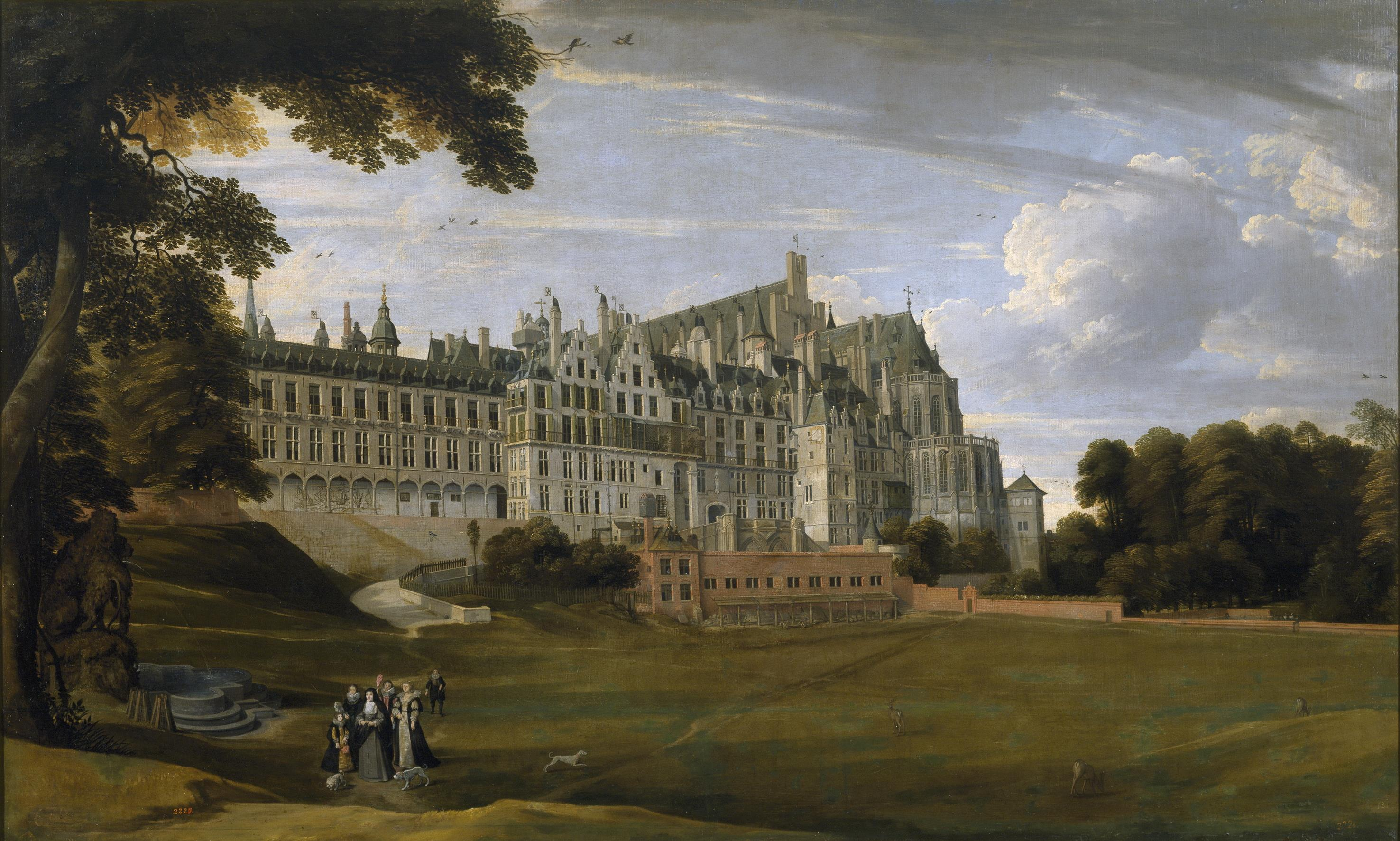
Het paleis gezien vanuit de Warande, ca. 1627

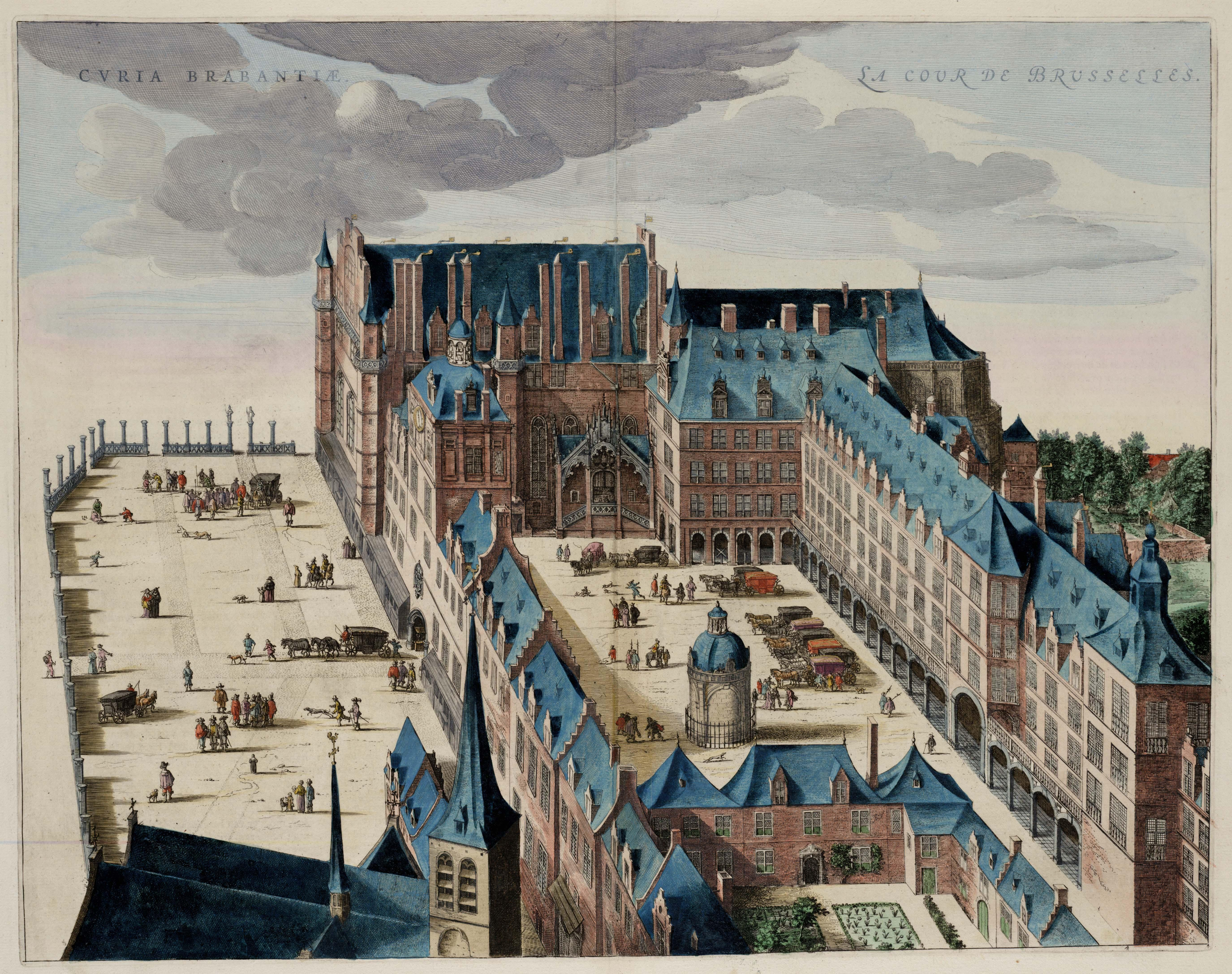
Het paleis en het Baliënplein (1649)

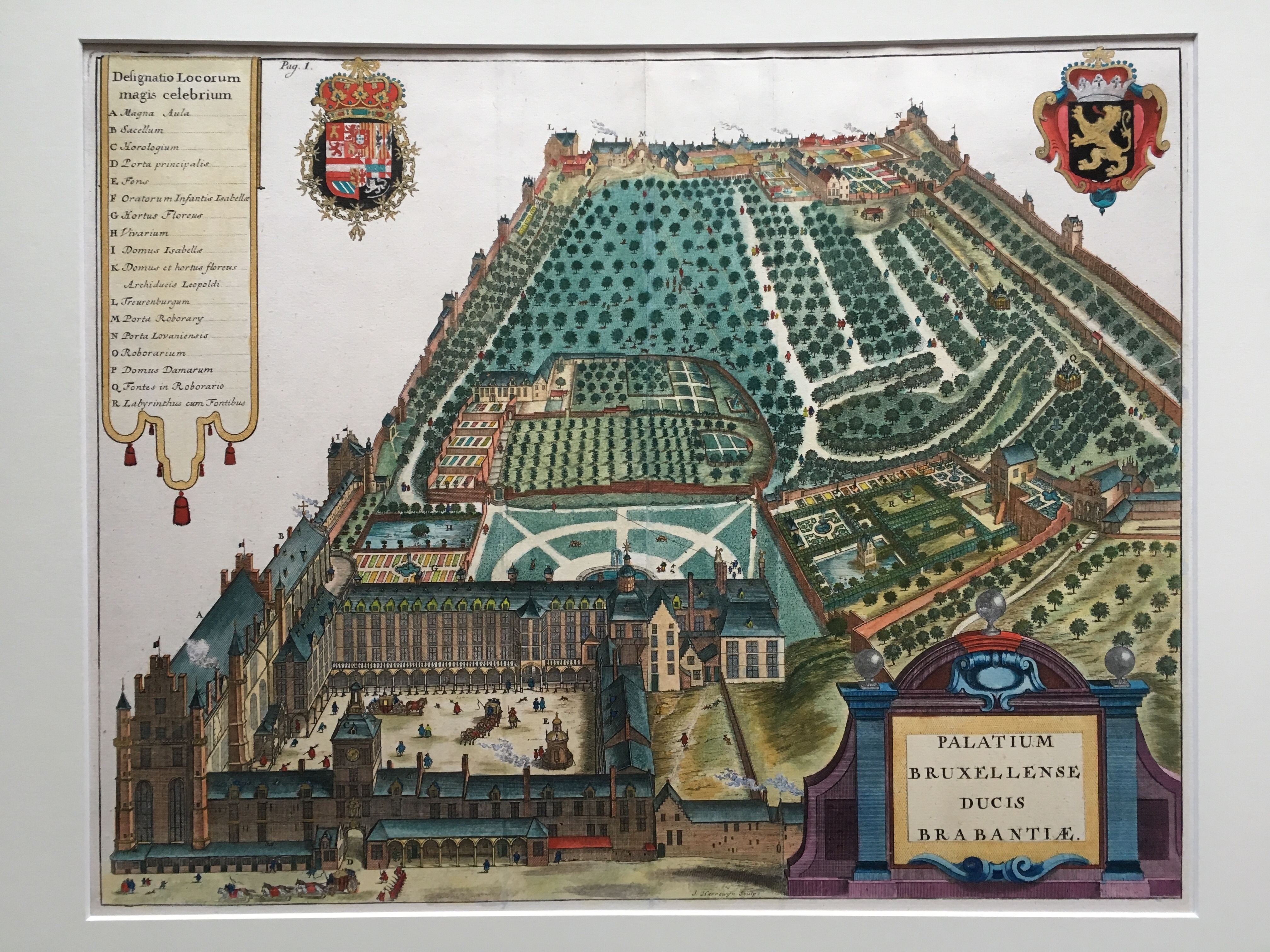
Gezicht op het Koudenbergpaleis en zijn tuinen (Harrewijn/Butkens, 1726)

Het Paleis op de Koudenberg, ook het Hof van Brussel genoemd, werd in de 11e en de 12e eeuw in Brussel gebouwd op de Koudenberg, ter hoogte van het huidige Koningsplein. Het paleis was achtereenvolgens een verblijf van de hertogen van Brabant en Bourgondië, alsook van keizer Karel V en de landvoogden van de Nederlanden, waaronder de aartshertogen Albrecht en Isabella. In 1731 werd het verwoest bij een brand.

## Geschiedenis
Reeds ten tijde van Lambert II Balderik (11e eeuw) stond hier een kleine burcht. Uit deze periode dateert ook de naam “Coudenberg”. Vooral Jan I en na hem Jan II en Jan III maakten er een volwaardige residentie van.
Filips de Goede (1430–1467) gaf de aanzet tot de bouw van een imposant paleis om van hieruit het hele Rijk der Nederlanden te beheren. Kort na zijn Blijde Inkomst (1430) had hij reeds laten blijken dat Brussel zijn hoofdresidentie kon worden als daartoe de nodige inspanningen werden geleverd. Onmiddellijk kochten de Brusselaars op eigen kosten gronden om de hertogelijke warande uit te breiden. In datzelfde jaar vatten ze de bouw aan van de Aula Magna. Vanaf 1451 zou het hertogelijk hof voornamelijk in dit paleis resideren, kortstondig afgewisseld met Rijsel, Brugge, Mechelen en een enkele keer Dijon.
Zeker na de voltooiing van de Aula Magna in 1459 werd Brussel de hoofdstad van Filips de Goede. Zijn opvolger Karel de Stoute had een voorkeur voor Mechelen als politiek centrum, dat een belangrijke rol zou spelen tot het overlijden van Margaretha van Oostenrijk in 1530. De verklaring van ontvoogding van keizer Karel V in 1515 vindt wel weer plaats in het Paleis op de Koudenberg en in 1530 is het hier dat Maria van Hongarije tot landvoogdes van de Nederlanden wordt aangeduid. In 1533-1537 liet ze verbouwingen uitvoeren, waaronder de toevoeging van een grote trap door Lodewijk van Bodegem, versierd met drie standbeelden van Jean Guilgot.
Het is mede dankzij dit paleis dat Brussel zo het politieke centrum van de Nederlanden wordt, en nadien van de Zuidelijke Nederlanden en van België.
De warande, het jacht- en parkgebied naast het paleis, heeft haar naam gelaten aan het huidige Warandepark. Er waren een dierentuin en een labyrint (Folie of Feuillée), waarin zich ook het vaak afgebeelde zomer- of groenhuis bevond. Dit okergeel geschilderde paviljoen, in 1414 opgetrokken, had vier gevels, twee verdiepingen en een hellend kruisvormig dak met vier puntgevels.
Het paleiscomplex met bijbehorende tuinen en vijvers werd in heel Europa vermaard. Albrecht Dürer verklaarde dat hij nergens een dergelijke pracht en rijkdom had gezien. In het paleis vergaderde ook de Orde van het Gulden Vlies. Tijdens de 16e eeuw werd Brussel de Princelijcke Hoofstadt van 't Nederlandt genoemd. Onder keizer Karels regering werd een monumentale hofkapel gebouwd achter de Aula Magna van Filips de Goede. Op 25 oktober 1555 deed de keizer in de pronkzaal troonsafstand ten voordele van zijn zoon Filips II.
De eigenlijke glansrol voor dit verdwenen paleis kwam er met de aartshertogen Albrecht en Isabella. Als zetel van de centrale macht gedurende zes eeuwen heeft dit paleis met zijn schoonheid, de charme van zijn tuinen en de rijkdom van zijn kunstcollecties bezoekers uit heel Europa over de vloer gekregen.

## Brand, sloop en heraanleg
In 1731, tijdens de regeerperiode van landvoogdes Maria Elisabeth van Oostenrijk, werd het paleis verwoest door een reusachtige brand. Heel het paleis ging in vlammen op; enkel de muren van de monumentale staatsiezaal Aula Magna en de hofkapel bleven overeind. Het onderzoeksrapport situeerde de brandhaard in de keukens, waar men confituren aan het maken was voor een gepland banket. Vermoedelijk werd hier een loopje met de waarheid genomen om de landvoogdes te behagen, want in de archieven van de Raad van Financiën bevindt zich een ander verslag volgens hetwelk het vuur ontstond in het slaapvertrek van haar geliefde hofdame Capellini, wellicht door een niet-gedoofde kaars of een verwarmingstoestel.
Door alle protocol kon de landvoogdes zich ternauwernood in veiligheid brengen, nadat gesloten deuren uiteindelijk waren ingebeukt. Verschillende dienstmeisjes bleven in de vlammen, en ook gravin Elisabeth von Uhlsfeld, die naar de kamer liep waar ze haar moeder in slaap waande, liet het leven. Ondertussen hielden soldaten buiten de toelopende burgerwacht tegen, uit vrees voor plunderingen of uit dronken balorigheid. De bluswerken werden verder bemoeilijkt doordat de putten bevroren waren. Met man en macht probeerde men kostbaarheden te redden (boeken, kunstwerken, archieven, kerkschatten, wapens...), maar veel bleef achter of werd scheefgeslagen.
De hofkapel werd na het plaatsen van een nieuw dak nog enige tijd gebruikt, alsook de kelders. Voor de rest bleef het verbrande hof decennialang een ruïne, mee het slachtoffer van het feit dat de vorsten nu in het verre Wenen verbleven en weinig financiële motivatie hadden om de luister van weleer te herstellen. Het Hof van Nassau werd de nieuwe residentie van de landvoogden, en zou weldra worden getransformeerd volgens de nieuwste mode. De sloop van het oude hof voor de herinrichting van de wijk vanaf 1775 werd dan ook met enige opluchting ontvangen. Het Koningsplein kwam bovenop het vroegere paleis. De koninklijke allure van de wijk bleef bewaard door de aanwezigheid van de kerk van Sint-Jacob-op-Koudenberg, het standbeeld van Godfried van Bouillon, en even verderop het Koninklijk Paleis.

## Huidige situatie
Vandaag zijn enkel fundamenten en kelders van het Koudenbergpaleis overgebleven. Het is de belangrijkste archeologische site van Brussel. Op de plaats van de vroegere kapel staat nu het BIP (Brussel Info Plein). Via het BELvue Museum, een museum over de geschiedenis van België, kan men afdalen om een bezoek te brengen aan deze onderaardse ruimtes. Die bestaan uit kelders van het paleis (woongedeelte, vroegere kapel en Aula Magna), een deel van de Isabellastraat en de overblijfselen van het Hof van Hoogstraten. In het Hof van Hoogstraten kan men nu een selectie archeologische voorwerpen bezichtigen die in de loop van de verschillende opgravingswerken op de Koudenbergsite werden ontdekt.

## Galerij

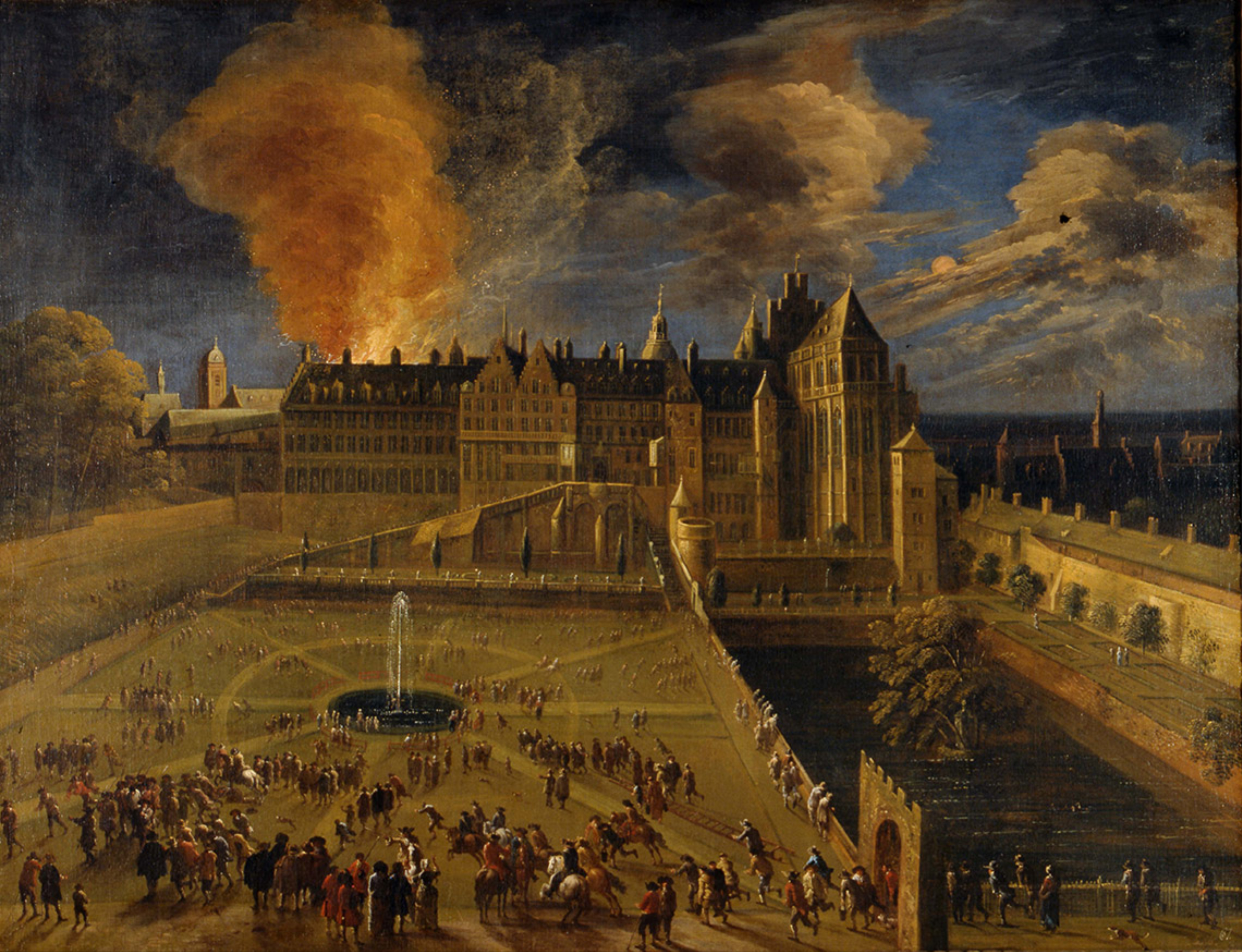
Een eerdere brand in 1679
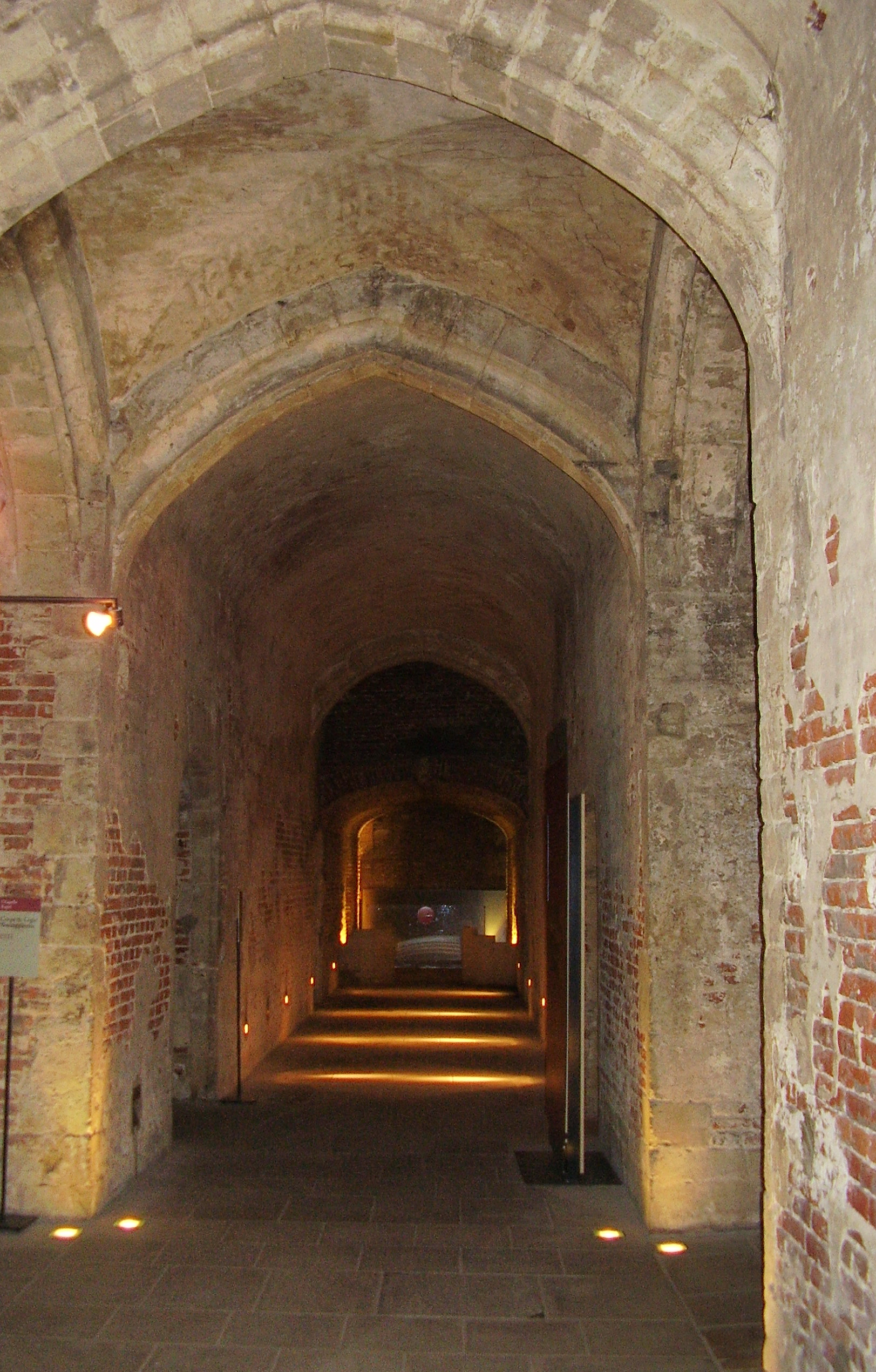
Gerestaureerde gang onder de vroegere kapel
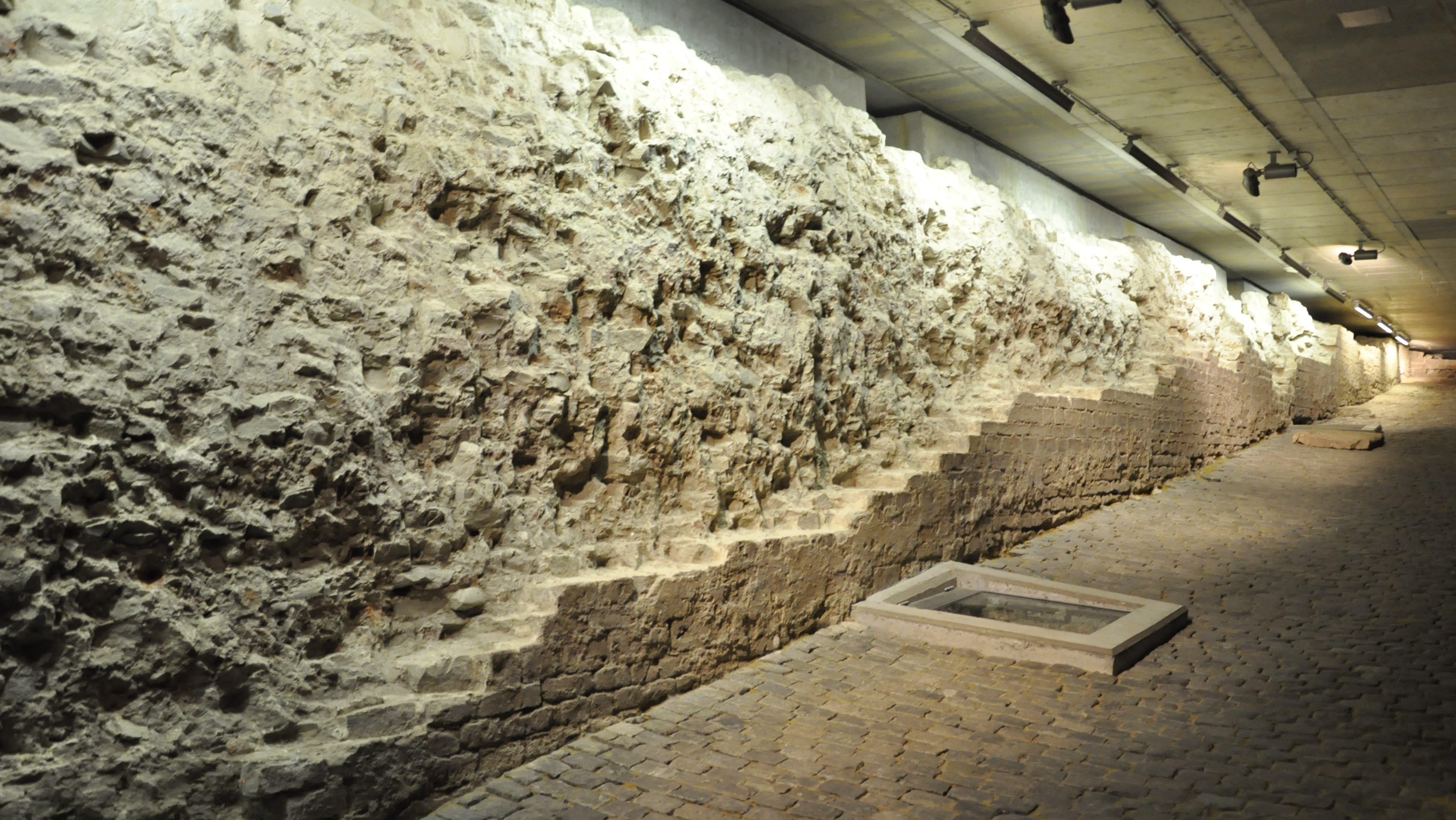
Archeologische site
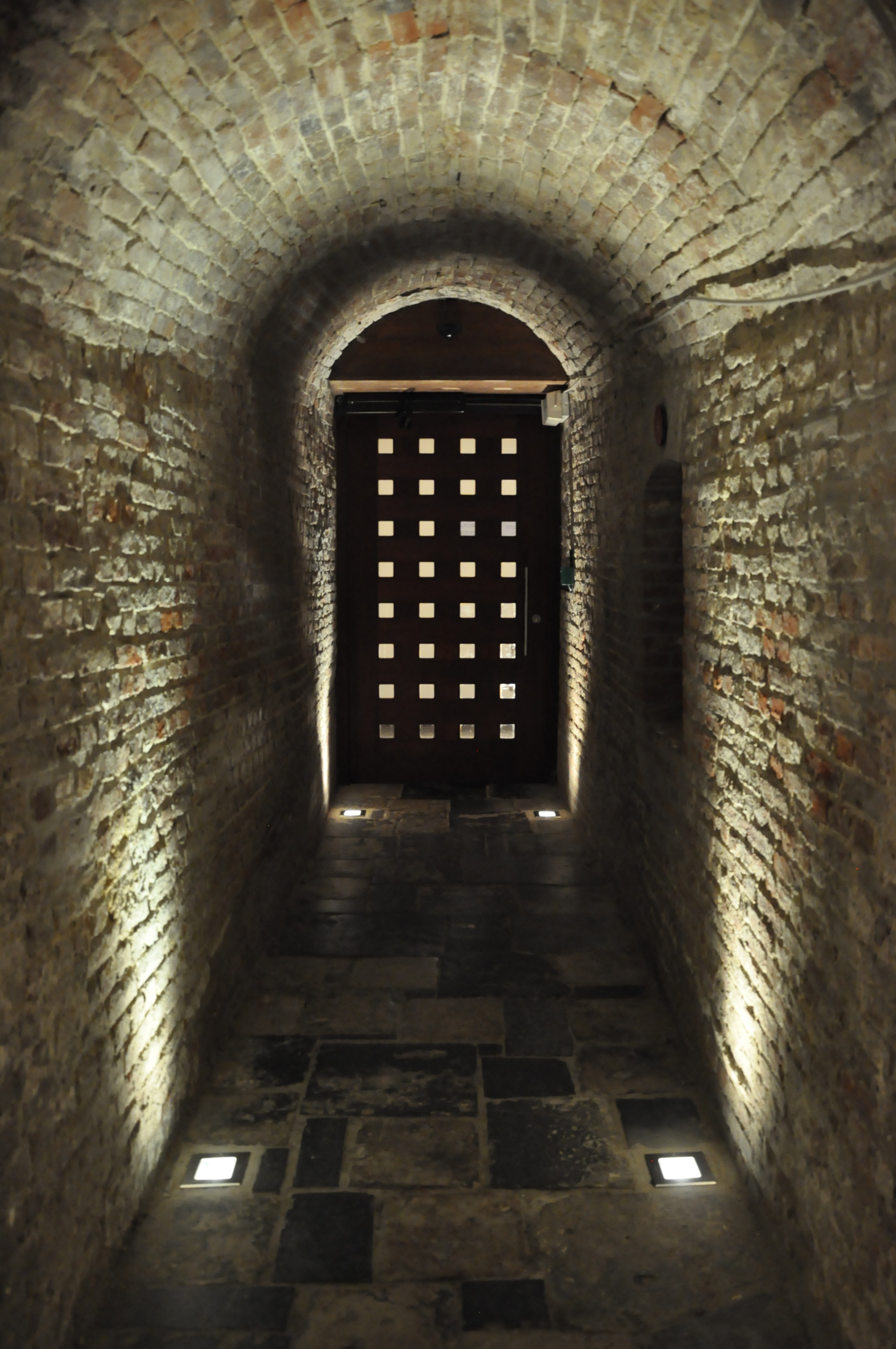
Archeologische site
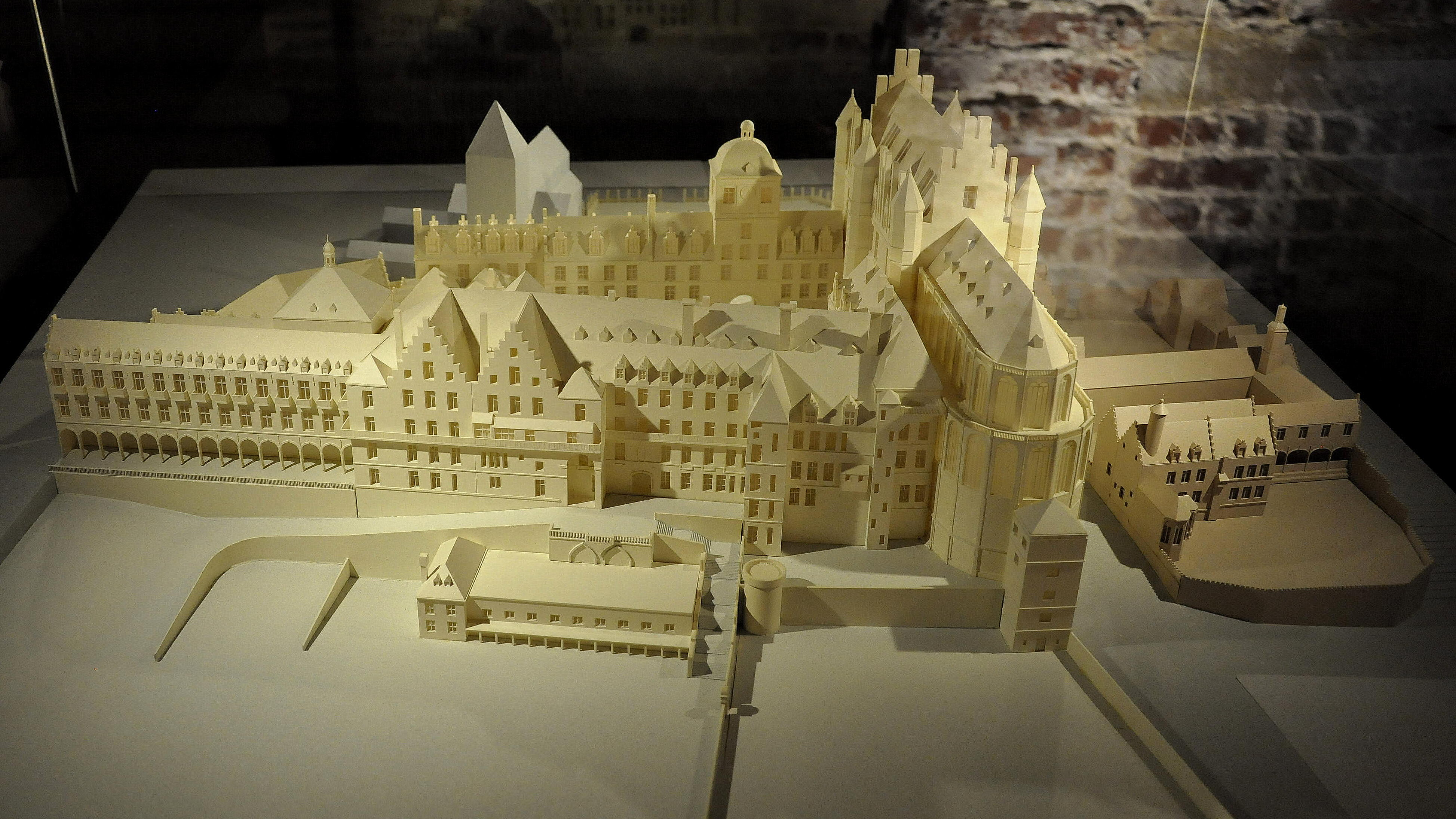
Maquette van het vroegere paleis

## Voetnoten
1. ↑  Roel Jacobs, Een geschiedenis van Brussel, 2004, p. 110. ISBN 9020952692
2. ↑  Walter Prevenier en Wim Blockmans, De Bourgondische Nederlanden, 1983, p. 211
3. ↑  Roel Jacobs, Een geschiedenis van Brussel, 2004, p. 111. ISBN 9020952692
4. ↑  Krista De Jonge, "Le palais de Charles-Quint à Bruxelles: ses dispositions intérieures aux XVe et XVIe siècles et le cérémonial de Bourgogne" in: Architecture et vie sociale. L'Organisation intérieure des grandes demeures à la fin du Moyen Age et à la Renaissance, ed. Jean Guillaume, 1994, p. 107-125
5. ↑  Roel Jacobs, Een geschiedenis van Brussel, 2004, p. 116-117. ISBN 9020952692
6. ↑  Louis-Prosper Gachard, "L'Incendie du palais royal de Bruxelles (3 février 1731)", in: id. (ed.), Études et notices historiques concernant l'histoire des Pays-Bas, vol. III, 1890, p. 194-232
7. ↑  Arlette Smolar-Meynart, A. Vanrie en M. Soenen (red.), Het paleis van Brussel. Acht eeuwen kunst en geschiedenis, 1991, p. 148
8. ↑  Louis-Prosper Gachard, "L'Incendie du palais royal de Bruxelles (3 février 1731)", in: id. (ed.), Études et notices historiques concernant l'histoire des Pays-Bas, vol. III, 1890, p. 199
9. ↑  Vincent Heymans, L. Cnockaert, F. Honoré e.a. (red.), Het Coudenbergpaleis te Brussel. Van middeleeuws kasteel tot archeologische site, 2014, p. 124-125